# キャンベル (小惑星)
キャンベル (2751 Campbell) は、小惑星帯にある小惑星。インディアナ小惑星計画によってゲーテ・リンク天文台で発見された。
アメリカ合衆国の天文学者のウィリアム・ウォレス・キャンベルにちなんで名付けられた。